# Thulin Typ A
Thulin Typ A var ett svensktillverkat flygplan i form av en modifierad kopia av Blériot XI.
Konstruktionen och tillverkningen av Thulin A var ett arv från Enoch Thulin och Oscar Asks fabrik Aeroplanvarvet i Skåne (AVIS). När Ask lämnade företaget och Thulin ombildade bolaget till AB Enoch Thulin Aeroplanfabrik (AETA) bytte flygplanstypen namn till Thulin Typ A. 
De flesta flygplanen kom att användas av AETA:s egen flygskola som startade på Ljungbyhed 1915. AETA tillverkade och levererade drygt tjugotalet (23 enligt en osäker uppgift) Typ A innan produktionen upphörde. Flera exporterades till Danmark. När Thulins flygskola stängde hösten 1920 hade sammanlagt 101 elever hunnit avlägga internationella flygcertifikatprov. När Svenska armén mobiliserade hösten 1914 övertog Flygkompaniet de flesta civila flygplan i landet, ett AVIS-tillverkat flygplan mönstrades in och placerades på 2. flygavdelningen. Samtliga flygplan av typen avskrevs från Flygkompaniet till följd av haverier och ålder under hösten 1916. AETA tillverkade typen fram till 1918 då hade man även konstruerat om flygplanet till att bli tvåsitsigt med 90 hk motor. Ett exemplar av typen ställdes ut i Kristiania 1918. 
En Thulin Typ A finns bevarad på Tekniska museet i Stockholm. Flygplanets förlaga Blériot XI tillverkades av ett flertal fabriker och under olika namn. Flygplanens prestanda mellan de olika fabrikaten varierar beroende på motorval och storlek på flygplanen.
Grundkonstruktionen modifierades efter eget tycke men man kan tydligt se släktskapen mellan flygplanen. En svaghet hos detta flygplan var att stabilisatorn hade för stor lyftkraft och att planet därför riskerade att störtdyka om hastigheten översteg ca 90 km/h.